# 영월항
영월항은 경상남도 거제시 동부면 오송리에 있는 어항이다. 2003년 2월 3일 어촌정주어항으로 지정하여 관리하고 있다. 시설관리자는 거제시장이다.

## 어항 연혁
- 영북(嶺北)의 남쪽 아랫땀넘이라 하였고 가배리(加背里)로 넘어가는 가파른 고개 밑 마을이라 영월(嶺越)이라 하였다.

## 어항 구역
- 수역: 미지정(거제시 동부면 오송리 818-12번지 수역)
- 육역: 미지정

## 어항 시설
- 물양장, 선착장

## 주요 어종
- 굴, 멸치